# Kecskerágó-virágúak
A kecskerágó-virágúak (Celastrales) a zárvatermő növények egy rendje. A hagyományosan a kétszikűek Rosidae alosztályába sorolt rendet az APG a valódi kétszikűek rosids csoportjába, az eurosids I kládba helyezi el. Az APG III-rendszer (2009) a korábban külön családként kezelt fehérmájvirág-féléket (Parnassiaceae) az APG II-ben opcionális Lepuropetalaceae családdal és a korábban bizonytalan helyzetű Pottingeriaceae-vel a Celastraceae-be sorolta.
Mintegy 100 nemzetség 1200-1350 faja tartozik ide. Hét nemzetség kivételével az összes nemzetség egyetlen családban, a kecskerágófélékben (Celastraceae) összpontosul. Egészen a közelmúltig a rend felbontása szerzőről szerzőre nagymértékben különbözött. Elterjedésük főként trópusi és szubtrópusi, de a mérsékelt égövben is vannak képviselőik.
Általában keresztben átellenes levélállású, egyszerű, ép levelű fák vagy cserjék, bár az APG III-rendszer által már a kecskerágófélékhez sorolt Parnassiaceae családba lágy szárú növények tartoznak.

## Leírása
Az igen formagazdag, többnyire fás szárú taxonokat összefoglaló rokonsági körből igen nehéz csak a Celastrales-re jellemző egyedi, nyilvánvaló karaktereket kiemelni, ezért nem könnyű a rend növényeit azonosítani.
Az aktinomorf virágok négykörösek, körönként 3-5 tagúak, egy porzókörrel, jól felismerhető mézfejtő gyűrűvel (diszkusz) – a rovarmegporzás általános. A porzók és a szirmok száma megegyezik. Gyakran a jól kifejlett porzós és termős részekkel rendelkező hímnős virágok funkcionálisan egyivarúak. A virágok különböző fajta virágzatokba tömörülnek. A pálhalevelek aprók, néha teljesen hiányoznak. Az integumentumon nyíló mikropile két nyílású. A magház felső állású, a termés általában tok- vagy bogyótermés. A magon gyakran köpenyt (arillus) vagy szárnyat találhatunk.
A másodlagos anyagcseretermékek közül gyakori a tejnedvtartó járatokban tárolt gutta, a triterpénpigmentek és a különféle alkaloidok.
A legnagyobb család, a kecskerágófélék virágai általában aprók, nemzetségei közül a kecskerágó (Euonymus) az óvilágban elterjedt (Magyarországon két fajjal), a Celastrus minden földrészen előfordul. Az északi félgömb hűvösebb területein élő, apró Parnassiaceae család lágy szárú növényeinek virágaiban mirigyes sztaminódiumok jelennek meg.

## Fordítás
- Ez a szócikk részben vagy egészben a Celastrales című angol Wikipédia-szócikk ezen változatának fordításán alapul.  Az eredeti cikk szerkesztőit annak laptörténete sorolja fel. Ez a jelzés csupán a megfogalmazás eredetét és a szerzői jogokat jelzi, nem szolgál a cikkben szereplő információk forrásmegjelöléseként.